# Georges Lumpp
Georges Joseph Lumpp (La Guiche, 18 de septiembre de 1874-Collonges-au-Mont-d'Or, 10 de octubre de 1934) fue un deportista francés que compitió en remo. Participó en los Juegos Olímpicos de París 1900, obteniendo una medalla de plata en la prueba de cuatro con timonel.

## Palmarés internacional
| Juegos Olímpicos | Juegos Olímpicos | Juegos Olímpicos | Juegos Olímpicos   |
| Año              | Lugar            | Medalla          | Prueba             |
| ---------------- | ---------------- | ---------------- | ------------------ |
| 1900             | París (Francia)  | Medalla de plata | Cuatro con timonel |